# Élections régionales santoméennes de 2018
Des élections régionales se déroulent à Sao Tomé-et-Principe le 7 octobre 2018, afin de désigner les élus de l'Assemblée régionale de l'île de Principe. Elles se déroulent en même temps que les élections législatives et municipales dans le reste du pays.
José Cassandra est nommé pour la quatrième fois président du gouvernement régional de Principe, fonction qu'il occupe depuis 2006.

## Contexte
5 168 électeurs santoméens sont attendus dans les bureaux de vote.

## Mode de scrutin
Sept députés sont à élire au scrutin proportionnel plurinominal selon la méthode d'Hondt dans deux circonscriptions de quatre et trois sièges.

## Campagne
José Cassandra (UMPP), Nestor Umbelina (MVDP) et Luís Prazeres (MLSTP-PSD) sont tous trois candidats à la fonction de président du gouvernement régional.

## Résultats
|                           |                                                                                           |       |       |        |               |  |  |  |  |
| Parti                     | Parti                                                                                     | Voix  | %     | Sièges | +/-           |  |  |  |  |
|                           | Union pour le progrès et le changement de Principe (UMPP)                                 | 2 670 | 62,56 | 5      | en stagnation |  |  |  |  |
|                           | Mouvement vert pour le développement de Principe (MVDP)                                   | 1 175 | 27,53 | 2      | Nv            |  |  |  |  |
|                           | Mouvement pour la libération de Sao Tomé-et-Principe – Parti social-démocrate (MLSTP-PSD) | 423   | 9,91  | 0      | 2             |  |  |  |  |
|                           |                                                                                           |       |       |        |               |  |  |  |  |
| Suffrages exprimés        | Suffrages exprimés                                                                        | 4 268 |       |        |               |  |  |  |  |
| Votes blancs et invalides |                                                                                           |       |       |        |               |  |  |  |  |
| Total                     | Total                                                                                     |       | 100   | 7      | en stagnation |  |  |  |  |
| Abstentions               |                                                                                           |       |       |        |               |  |  |  |  |
| Inscrits / participation  | Inscrits / participation                                                                  | 5 168 |       |        |               |  |  |  |  |